# Makovce
Makovce jsou obec na Slovensku v okrese Stropkov ležící v údolí řeky Chotčianka. Žije zde 144 obyvatel. První zmínka o obci je z roku 1408.

## Poloha
Obec se nachází v Nízkých Beskydech, na přechodu mezi Ondavskou vrchovinou a Laboreckou vrchovinou, na Polianském potoce, přítoku řeky Chotčianky v povodí Ondavy. Střed obce leží v nadmořské výšce 255 m n. m. a je vzdálen 12 km od Stropkova (po silnici).
Sousedními obcemi jsou Staškovce na severu, Havaj na východě, Veľkrop na východě a Bukovce na západě.

## Historie
První písemná zmínka o Makovcích pochází z roku 1408 jako Makonhaw, další historické názvy jsou Makocz (1430), Makowecz (1773) a Makowce (1808). Do 18. století patřila obec k panství Stropkov, v 18. a 19. století ji vlastnil rod Keglevičů.
V roce 1598 bylo zaznamenáno pět domů, v roce 1715 šest opuštěných a čtyři obydlené domácnosti. V roce 1787 měla obec 29 domů a 186 obyvatel, v roce 1828 zde bylo 29 domů a 230 obyvatel, kteří pracovali jako uhlíři a lesní dělníci.
Do roku 1918 patřila obec, která ležela v okrese Semplín, k Uherskému království a poté k Československu (dnes Slovensko). Za první Československé republiky se obyvatelé živili zemědělstvím. Po druhé světové válce byli zemědělci organizováni soukromě a někteří obyvatelé dojížděli za prací do průmyslových podniků v okolí.

## Obyvatelstvo
Podle sčítání lidu z roku 2011 žilo v Makovcích 190 obyvatel, z toho 151 Slováků, 21 Rusínů, 8 Romů, 2 Ukrajinci, 1 Čech a 1 Němec. Šest obyvatel neuvedlo svou etnickou příslušnost.
K řeckokatolické církvi se hlásilo 160 obyvatel, k římskokatolické 16 obyvatel, k pravoslavné 5 obyvatel, k evangelické církvi 3 obyvatelé a jeden obyvatel k protestantsko-metodistické církvi. Jeden obyvatel byl bez vyznání a u čtyř obyvatel nebylo vyznání určeno.

## Památky
- Řeckokatolický chrám Svatého Bazila Velkého z roku 1836.[3]